# Championnat de Bulgarie de baseball
Le championnat de Bulgarie de baseball se tient depuis 1990. Il réunit l'élite des clubs bulgares sous l'égide de la fédération bulgare. Le premier champion fut l'Academic Sofia et le tenant du titre est le Buffaloes Blagoevgrad.
Le champion prend part à l'European Cup Qualifier, phase qualificative pour la Coupe d'Europe de baseball.

## Clubs de l'édition 2011
- Blagoevgrad Buffaloes
- Dupnitza Devils
- Sofia Academics
- Sofia Athletic
- Sofia Blues
- Sofia Lions
- Sofia Yunak

## Palmarès
| - 1990. Academic Sofia - 1991. Academic Sofia - 1992. Academic Sofia - 1993. Buffaloes Blagoevgrad - 1994. Buffaloes Blagoevgrad - 1995. Buffaloes Blagoevgrad - 1996. Buffaloes Blagoevgrad - 1997. Buffaloes Blagoevgrad - 1998. Buffaloes Blagoevgrad - 1999. Buffaloes Blagoevgrad - 2000. Buffaloes Blagoevgrad |  | - 2001. Buffaloes Blagoevgrad - 2002. Buffaloes Blagoevgrad - 2003. Buffaloes Blagoevgrad - 2004. Devils Dupnitza - 2005. Buffaloes Blagoevgrad - 2006. Buffaloes Blagoevgrad - 2007. Buffaloes Blagoevgrad - 2008. Buffaloes Blagoevgrad - 2009. Buffaloes Blagoevgrad - 2010. Buffaloes Blagoevgrad |